# Muscina stabulans
Muscina stabulans är en tvåvingeart som först beskrevs av Fallen 1817.  Muscina stabulans ingår i släktet Muscina och familjen husflugor. Arten är reproducerande i Sverige. Inga underarter finns listade i Catalogue of Life.

## Bildgalleri

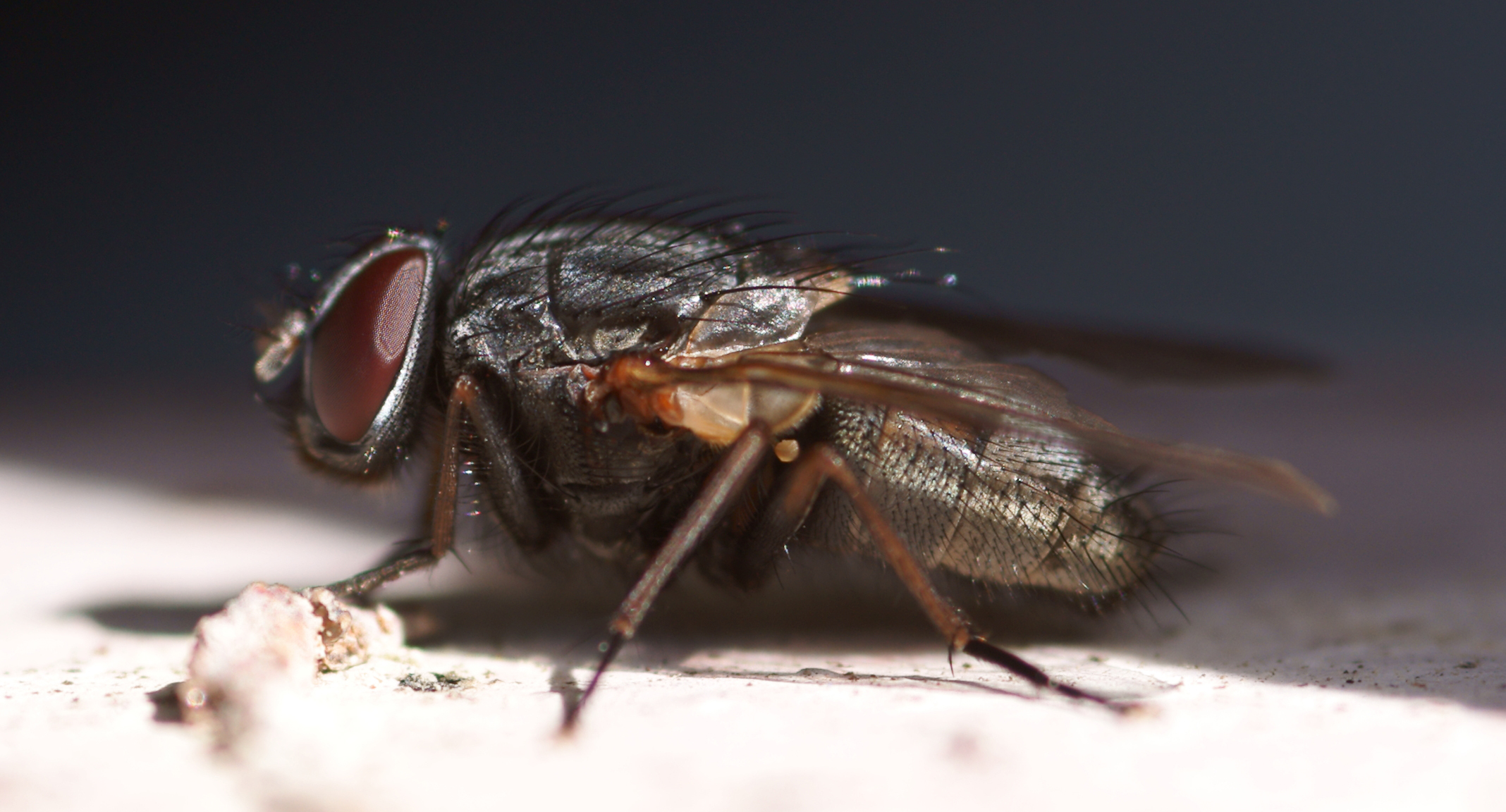
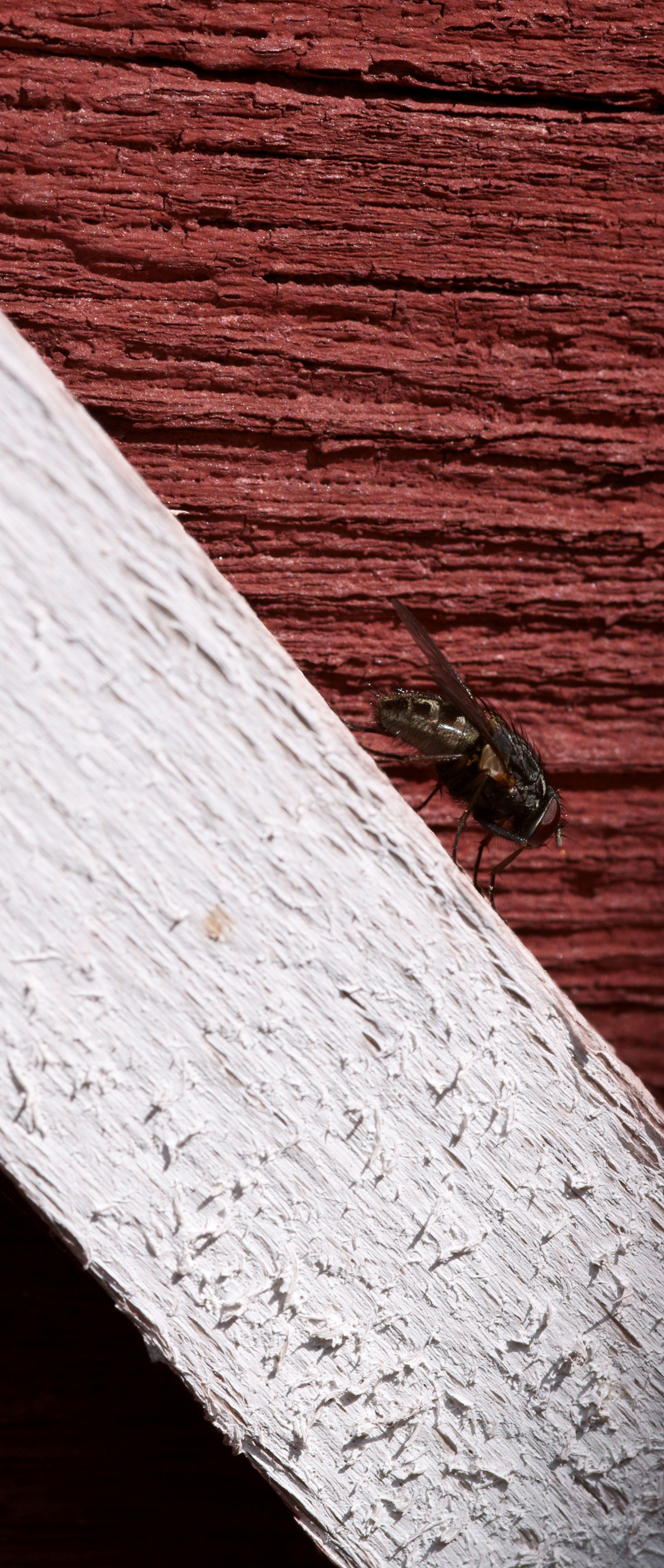
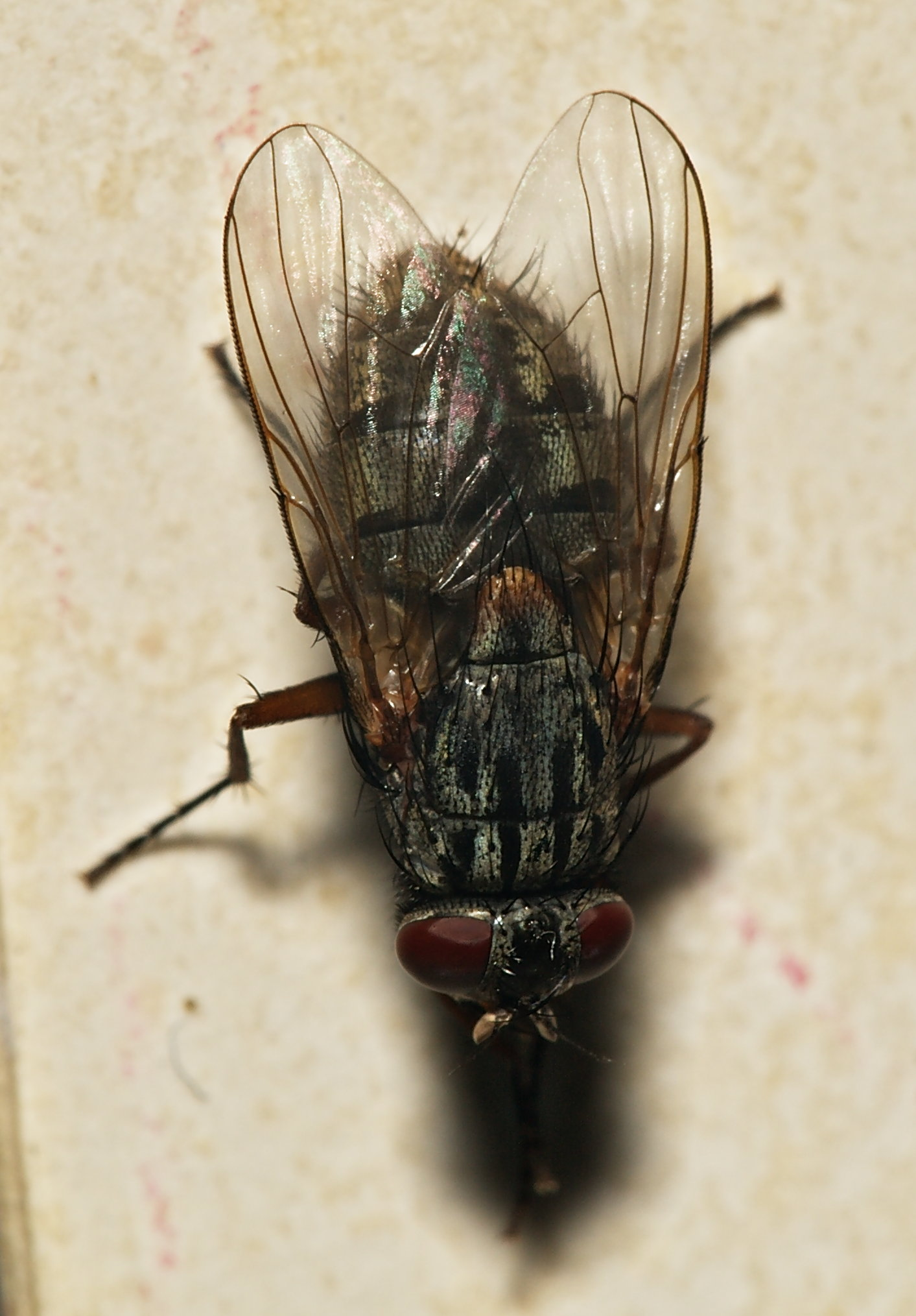
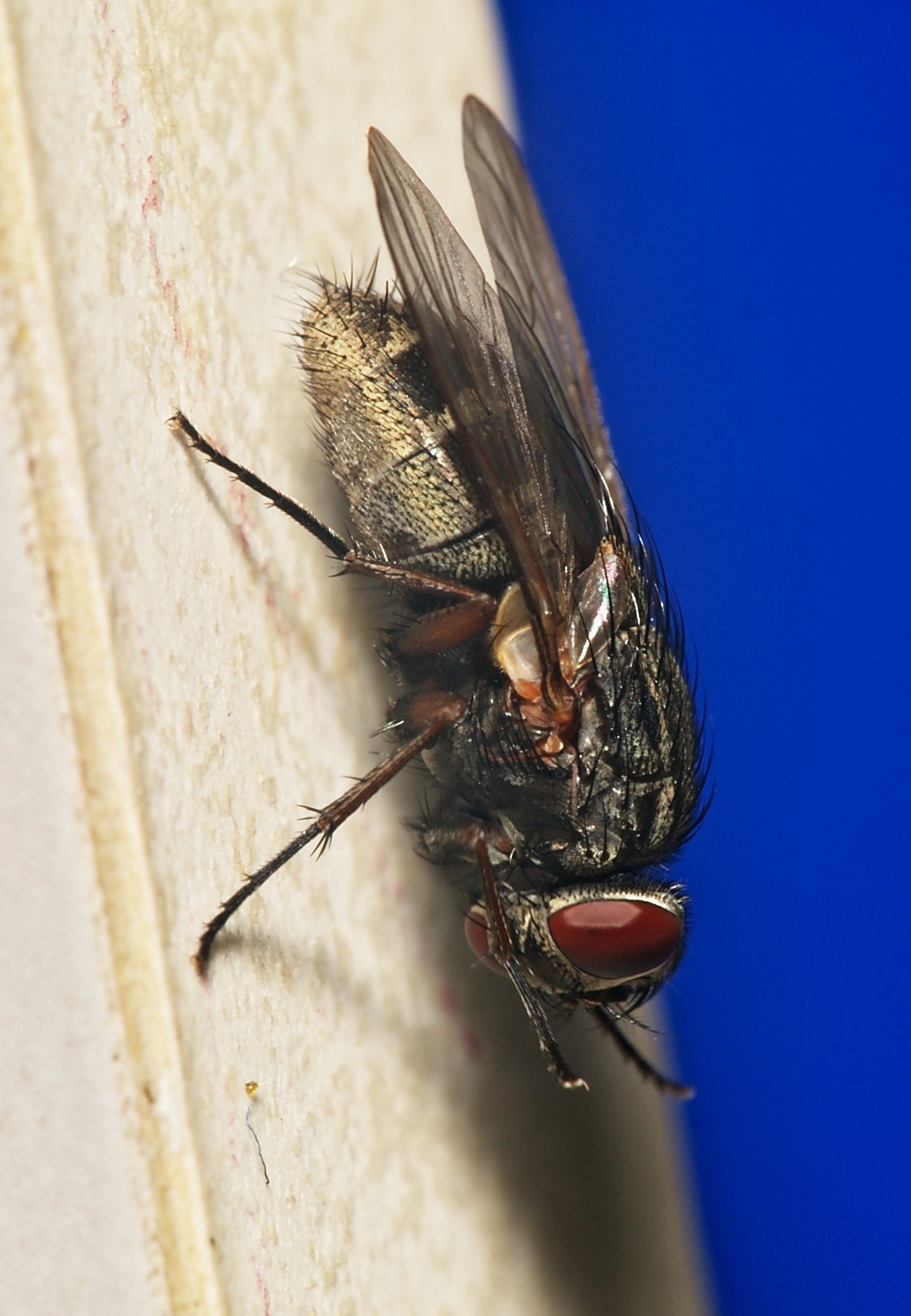